# Biaix (estadística)
En estadística, s'anomena biaix d'un estimador a la diferència entre la seva esperança matemàtica i el valor del paràmetre que estima. Un estimador amb un biaix nul es diu no esbiaixat, centrat o de tendència central.
En notació matemàtica, donada una mostra {\displaystyle x_{1},\dots ,x_{n}} i un estimador {\displaystyle T(x_{1},\dots ,x_{n})} del paràmetre mostral {\displaystyle \theta }, el biaix és
{\displaystyle \ E(T)-\theta }
El no tenir biaix és una propietat desitjable en els estimadors. Una propietat relacionada amb aquesta és la de la consistència: un estimador pot tenir un biaix però la mida d'aquest pot convergir a zero conforme creix la grandària mostral.
Donada la importància de la falta de biaix, de vegades, en lloc d'estimadors  naturals  se n'utilitzen d'altres corregits per eliminar el biaix. Així passa, per exemple, amb la variància mostral.